# Põlva

La ville de Põlva au centre du comté homonyme.

Põlva est une petite ville d'Estonie, chef-lieu du comté de Põlva et de la commune de Põlva.

## Géographie
Le territoire de la ville s'étend sur 5,5 km2 au centre de la commune homonyme. Elle est située à 50 km au sud-est de Tartu. Elle est arrosée par l'Orajõgi qui à cet endroit forme un lac.

## Histoire
La ville porte le nom de Pölwa avant 1938.
En octobre 2013, la ville fusionne avec la commune rurale de Põlva (228,8 km2). En octobre 2017, elle absorbe les communes de Ahja, Laheda, Mooste et Vastse-Kuuste.

## Démographie
Au 1er janvier 2012, la population s'élevait à 5 968 habitants et à 5 205 habitants en 2020.
| 1934 | 1941 | 1950 | 1959  | 1970  |
| ---- | ---- | ---- | ----- | ----- |
| 414  | 484  | 776  | 1 566 | 3 053 |

| 1979  | 1989  | 2000  | 2006  | 2011  |
| ----- | ----- | ----- | ----- | ----- |
| 4 817 | 7 038 | 6 467 | 6 236 | 5 767 |

| 2020  | 2022  | - | - | - |
| ----- | ----- | - | - | - |
| 5 174 | 5 454 | - | - | - |

## Jumelages
Põlva est jumelée avec 27 autres communes d'Europe, une par pays de l'Union européenne, dans le cadre de la Charte des Communes Rurales d'Europe, :
- Hepstedt (Allemagne)
- Lassee (Autriche)
- Bièvre (Belgique)
- Slivo pole (Bulgarie)
- Léfkara (Chypre)
- Tisno (Croatie)
- Næstved (Danemark)
- Bienvenida (Espagne)
- Kannus (Finlande)
- Cissé (France)
- Kolindros (Grèce)
- Nagycenk (Hongrie)
- Cashel (Irlande)
- Bucine (Italie)
- Kandava (Lettonie)
- Žagarė (Lituanie)
- Troisvierges (Luxembourg)
- Nadur (Malte)
- Esch (Pays-Bas)
- Strzyżów (Pologne)
- Samuel (Portugal)
- Starý Poddvorov (Tchéquie)
- Ibănești (Roumanie)
- Desborough (Royaume-Uni)
- Medzev (Slovaquie)
- Moravče (Slovénie)
- Ockelbo (Suède)

## Sports
Le club local du Põlva Serviti est le meilleur club de handball du pays. Il a remporté en 2025 son 19e titre de champion d'Estonie.

## Personnalités
- Mauno "beansu" Tälli (1997-), joueur professionnel de League of Legends.